# HIStory on Film, Volume II
HIStory on Film, Volume II – kolekcja teledysków, wydana przez Michaela Jacksona w 1997 roku. Producentem była wytwórnia muzyczna Sony Music Video Enterprises.

## Lista utworów

### Strona 1
1. Programme Start
2. HIStory Teaser Trailer
3. „Billie Jean” (Motown 25: Yesterday, Today and Forever)
4. „Beat It”
5. „Liberian Girl”
6. „Smooth Criminal” (Pełna wersja Moonwalker'a)
7. 1995 MTV Video Music Awards Performance
  - „Don’t Stop ’Til You Get Enough” / „The Way You Make Me Feel” / „Jam” / „Scream” / „Beat It” / „Black or White” / „Billie Jean”
  - „Dangerous”
  - „You Are Not Alone”
8. „Thriller”

### Strona 2
1. „Scream” (Duet wokalny: Michael Jackson & Janet Jackson)
2. „Childhood” (Motyw z filmu „Uwolnić orkę 2”)
3. „You Are Not Alone”
4. „Earth Song”
5. „They Don't Care About Us”
6. „Stranger in Moscow”
7. „Blood on the Dance Floor” (Refugee Camp Mix)*
8. Brace Yourself

## Certyfikaty
| Państwo       | Certyfikat | Sprzedaż |
| ------------- | ---------- | -------- |
| Australia     | 7x Platyna | 105,000  |
| Brazylia      | Złoto      | 25,000   |
| Niemcy        | Platyna    | 25,000   |
| Meksyk        | Złoto      | 15,000   |
| Nowa Zelandia | Złoto      | 2,500    |
| Hiszpania     | Złoto      | 10,000   |
| USA           | 6x Platyna | 600,000  |